# Ishbi-Erra
Ishbi-Erra (fl. XXI-XX secolo a.C.) è stato il fondatore della Prima dinastia di Isin.

## Biografia
Quando la Terza dinastia di Ur collassò durante il regno di Ibbi-Sin e il vecchio impero veniva conquistato dagli invasori provenienti da Elam e da altri luoghi, Ishbi-Erra, che fino ad allora era stato governatore di Isin, fondò un regno indipendente. Questo regnò finì col sottomettere buona parte del vecchio territorio dei Sumeri e degli Accadi. Apparentemente Ishbi-Erra non utilizzò mai l'epiteto di "re di Sumer e Akkad", utilizzato prima dai re della terza dinastia di Ur, ma fu in seguito utilizzato da suo nipote Iddin-Dagān.
Secondo la Lista reale sumerica, Ishbi-Erra regnò per 33 anni (2017-1985 a.C. secondo la cronologia media; 1953-1921 a.C. secondo la cronologia bassa) e gli successe il figlio Shu-Ilishu. L'ultimo re della dinastia fondata da Ishbi-Erra fu Damiq-ilishu.